# Рокавей-парк — Бич 116-я улица (линия Рокавей, Ай-эн-ди)
|  |
|  |
|  |
|  |

|  |
|  |
|  |
|  |

«Рокавей-парк — Бич 116-я улица» (англ. Rockaway Park–Beach 116th Street) — станция Нью-Йоркского метрополитена, расположенная на линии Рокавей, Ай-эн-ди. Станция находится в Квинсе, в округе Рокавей-Бич, на пересечении Бич 116-й улицы и Рокавей-Фривей. На станции останавливаются маршруты A (часть рейсов в часы пик в пиковом направлении) и S (челнок Рокавей-парка, круглосуточно). Станция является южной конечной для обоих маршрутов. Оба пути заканчиваются тупиками: поезд приходит на любой из путей и отправляется обратно.
Станция располагается на уровне земли. Имеются два пути и одна островная платформа между ними. На станции есть навес. Выход расположен с западного конца платформы. В 2007 году станцию реконструировали. На платформе имеется навес зелёного цвета. В нескольких кварталах от станции расположен Рокавей-парк.
Перед станцией, к востоку от неё, отходят пути в депо «Рокавей-парк» — один путь депо проходит южнее станции параллельно ей, а остальные севернее.
Станция была открыта в 1882 году в составе пригородной железной дороги LIRR под названием Рокавей-Бич (англ. Rockaway Beach). В 1899 году станция была расширена для поездов Brooklyn Rapid Transit Company и переименована в Рокавей-парк. Весной 1917 года станция была снесена и на её замену возвели новую. 3 октября 1955 года линию приобрела компания МТА, управляющая метрополитеном. Линия была переоборудована для движения метропоездов. В составе Нью-Йоркского метрополитена станция открылась 28 июня 1956 года.
Все станции метрополитена в целях безопасности были закрыты в ночь с 29 на 30 октября 2012 года из-за приближавшегося к Нью-Йорку урагана «Сэнди». Эта станция находится в районе, наиболее подвергшемся разрушению. После урагана пути и станция оказались в полуразрушенном состоянии. Вся линия Рокавей, Ай-эн-ди была закрыта. Спустя месяц открылись станции на участке от Рокавей-бульвара до Хауард-Бич и от Фар-Рокавей — Мотт-авеню до Бич 90-й улицы (через Хаммельский треугольник). 30 мая 2013 года восстановлено движение по стандартной схеме.

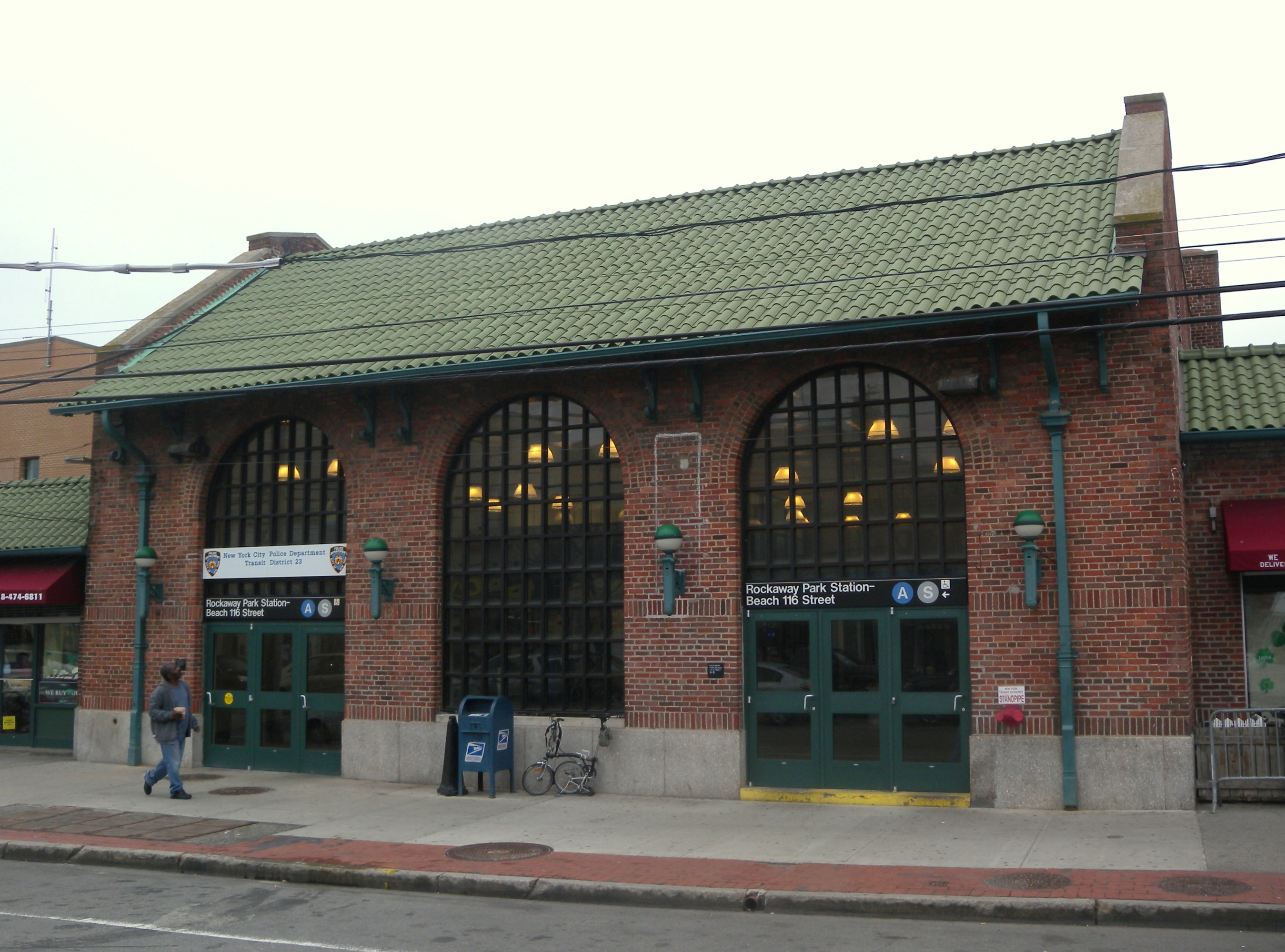
Вход на станцию